# Tim Wellens
Tim Wellens (Sint-Truiden, 10 mei 1991) is een Belgisch wielrenner die sinds 2023 rijdt voor wielerploeg UAE Team Emirates. Hij is de zoon van Leo Wellens en neef van voormalige wielrenners Paul Wellens en Johan Wellens en van professioneel basketbalspeler Hans Vanwijn. In 2025 werd hij in Binche Belgisch kampioen op de weg en won hij de 15e etappe in de Ronde van Frankrijk.

## Biografie

### Jeugd
In de jeugdcategorieën combineerde Wellens het Wegwielrennen met het Mountainbiken. Zo werd hij in 2007 tijdens het Belgisch kampioenschap voor nieuwelingen te Ottignies derde, enkel Sean De Bie en Ruben Scheire waren sneller. Een jaar later in Malmedy wist hij het BK te winnen. Maar ook op de weg boekte hij resultaten. Zo won hij als junior Classique des Alpes, een klimwedstrijd waar hij Warren Barguil en Zico Waeytens te snel af was, met deze zege trad hij in de voetsporen van renners als Marc de Maar en Johan Le Bon. Daarnaast won hij ook nog ritten in Liège - La Gleize en de Tour of Istria in Kroatië. In 2010 zette hij de stap naar de Beloften. In zijn beloftenperiode behaalde hij ereplaatsen in onder andere Tour des Pays de Savoie, Ronde van Toscane en de Ronde van de Toekomst.

### Prof
In juli 2012 werd hij prof en tekende een contract van 2,5 jaar bij Lotto-Belisol nadat hij de voorgaande twee en een half jaar al voor hun beloftenteam reed. Hij liet voor het eerst van zich spreken tijdens de Ronde van Peking, waar hij op 4 seconden tweede werd in het jongerenklassement achter Rafał Majka. 2014 was het jaar van zijn doorbraak. In de Ronde van Italië koerste hij aanvallend hetgeen hem twee tweede plaatsten opleverde in de 6de en 17de etappe, een negende plaats in de klimtijdrit en een vierde plaats in het bergklassement. Wellens werd daarna tweede in het BK tijdrijden en tweede in de Ster ZLM Toer.
In de Eneco Tour viel hij in de mini Luik-Bastenaken-Luik aan op veertien kilometer van La Redoute. Wellens won de etappe met 50 seconden voorsprong waardoor hij ook de leiderstrui bemachtigde. Wellens verdedigde zijn leiderstrui tot het einde en werd zo de eerste Belgische winnaar van de Eneco Tour ooit. Hierna werd hij ook geselecteerd voor het WK, ook in de Ronde van Lombardije viel hij op. Na een aanval op de Madonna del Ghisallo zou hij er uiterlijk als 4de eindigen.
2015 begon goed voor Wellens. In de Trofeo Serra de Tramuntana moest hij enkel Alejandro Valverde voor zich dulden, en in Parijs-Nice eindigde hij als 10e. Het voorjaar van Wellens werd gedocumenteerd in de driedelige reeks Jonge benen van productiehuis De chinezen. Na een voorjaar zonder echte uitschieters, wou Wellens schitteren in de Ronde van Frankrijk, maar hier behaalde hij niet het verhoopte succes. In het najaar presteerde de Belg opnieuw goed in de Eneco Tour, door net als in 2014 solo de zege te pakken in de Ardennenetappe en zo de basis te leggen voor zijn tweede opeenvolgende eindwinst. Daarna volgde nog een World Touroverwinning: de Grote Prijs van Montreal.
In het voorjaar van 2016 wist Wellens de laatste rit van Parijs-Nice te winnen. Ook in de Ronde van Italië pikte hij een ritzege mee. Na zijn ietwat teleurstellende eerste Ronde van Frankrijk, een jaar eerder, besloot Wellens zijn zomer ditmaal anders in te delen, en in plaats van de Tour deel te nemen aan de Ronde van Polen. In deze koers wist Wellens de vijfde etappe onder slechte weersomstandigheden te winnen, waarmee hij meteen ook de leiderstrui overnam van Fernando Gaviria. Wellens wist de eerste plaats in het algemene klassement vast te houden, en won zo zijn derde rittenwedstrijd bij de profs. In augustus nam Wellens deel aan de wegwedstrijd op de Olympische Spelen in Rio de Janeiro, maar reed deze niet uit. Vier dagen later werd hij twintigste in de tijdrit.
In 2017 kende Wellens een goede seizoensstart met overwinningen in Spanje in de Challenge Mallorca en Ruta del Sol. In de voorjaarsklassiekers deed Wellens vervolgens niet mee om de prijzen. Vervolgens stond zijn seizoen in het teken van zijn tweede Ronde van Frankrijk. Deze liep echter uit op een deceptie. Na de dag ervoor al op grote achterstand als laatste binnen te zijn gekomen, stapte Wellens af in het begin van de vijftiende etappe. Wellens blijkt slecht om te kunnen gaan met de hitte die Frankrijk in juli teistert. Hij krijgt uitslag als het te warm is.
In 2018 won hij een etappe en het eindklassement van de Ruta del Sol. Ook zegevierde hij in de Brabantse Pijl en schreef hij voor de tweede keer in zijn carrière een etappe in de Ronde van Italië op zijn naam. Later in deze Giro moest hij noodgedwongen opgeven wegens keelontsteking, bronchitis en koorts.
In 2022 reed Wellens de Ronde van Frankrijk niet uit. Als gevolg van een positieve coronatest voorafgaand aan de zeventiende etappe werd Wellens verplicht de wedstrijd te verlaten.
In 2025 werd hij Belgisch kampioen na een solo van meer dan 40 km. 

## Palmares

### Overwinningen
2008 - 1 zege
 Belgisch kampioen mountainbike, junioren
2009 - 2 zeges
Classique des Alpes juniors
4e etappe Liège-La Gleize
1e etappe Kroz Istru
Course de côte Herbeumont Juniors
2011 - 1 zege
Bergklassement Toscane-Terre
2012 - 1 zege
Jongerenklassement Circuit des Ardennes
2014 - 2 zeges
6e etappe Eneco Tour
 Eindklassement Eneco Tour
2015 - 3 zeges
Grote Prijs Tim Wellens
6e etappe Eneco Tour
 Eindklassement Eneco Tour
Grote Prijs van Montreal
2016 - 4 zeges
7e etappe Parijs-Nice
6e etappe Ronde van Italië
5e etappe Ronde van Polen
 Eind- en bergklassement Ronde van Polen
2017 - 7 zeges
Trofeo Serra de Tramuntana
Trofeo Andratx-Mirador des Colomer
5e etappe Ruta del Sol
6e etappe BinckBank Tour
Grote Prijs van Wallonië
4e etappe Ronde van Guangxi
 Eindklassement Ronde van Guangxi
2018 - 7 zeges
Trofeo Serra de Tramuntana
4e etappe Ruta del Sol
 Eindklassement Ruta del Sol
 Puntenklassement Parijs-Nice
Brabantse Pijl
4e etappe Ronde van Italië
2e etappe Ronde van Wallonië
 Eindklassement Ronde van Wallonië
2019 - 5 zeges
Trofeo Serra de Tramuntana
1e en 3e (ITT) etappe Ruta del Sol
 Puntenklassement Ruta del Sol
3e etappe Ronde van België (ITT)
4e etappe BinckBank Tour
2020 - 2 zeges
5e en 14e etappe Ronde van Spanje
2021 - 2 zeges
3e etappe Ster van Bessèges
Eindklassement Ster van Bessèges
2022 - 2 zeges
Trofeo Serra de Tramuntana
2e etappe Ronde van de Alpes-Maritimes en de Var
2023 - 2 zeges
3e etappe Ruta del Sol
Eindklassement Renewi Tour
2024 - 3 zeges
 Belgisch kampioen tijdrijden
2e etappe Ronde van Polen
Eindklassement Renewi Tour
2025 - 2 zege
 Belgisch kampioenschap op de weg
15e etappe Ronde van Frankrijk

### Resultaten in voornaamste wedstrijden
| Jaar | Ronde van Italië | Ronde van Frankrijk | Ronde van Spanje |
| ---- | ---------------- | ------------------- | ---------------- |
| 2012 |                  |                     |                  |
| 2013 |                  |                     |                  |
| 2014 | 54e              |                     |                  |
| 2015 |                  | 129e                |                  |
| 2016 | 96e (1)          |                     |                  |
| 2017 |                  | opgave              |                  |
| 2018 | opgave (1)       |                     |                  |
| 2019 |                  | 94e                 |                  |
| 2020 |                  |                     | 78e (2)          |
| 2021 |                  |                     |                  |
| 2022 |                  | opgave              |                  |
| 2023 |                  |                     |                  |
| 2024 |                  | 80e                 |                  |
| 2025 |                  | 37e (1)             |                  |

| Jaar | Milaan-San Remo | Gent-Wevelgem | Ronde van Vlaanderen | Parijs-Roubaix | Amstel Gold Race | Luik-Bast.‑Luik | Ronde van Lombardije | Waalse Pijl | Brabantse Pijl | Strade Bianche |  | WK op de weg |  | Wereldranglijsten |
| ---- | --------------- | ------------- | -------------------- | -------------- | ---------------- | --------------- | -------------------- | ----------- | -------------- | -------------- |  | ------------ |  | ----------------- |
| 2012 |                 |               |                      |                |                  |                 | 50e                  |             |                |                |  |              |  |                   |
| 2013 |                 |               |                      |                |                  | opgave          |                      | 139e        | 19e            |                |  |              |  | 208e (UWT)        |
| 2014 |                 |               |                      |                | 68e              | 43e             | 4e                   | 61e         |                |                |  | opgave       |  | 25e (UWT)         |
| 2015 | 15e             |               |                      |                | 19e              | 93e             | 71e                  | 31e         |                |                |  |              |  | 25e (UWT)         |
| 2016 |                 |               |                      |                | 10e              | 48e             | opgave               | 65e         | 38e            |                |  |              |  | 34e (UWT)         |
| 2017 | 18e             |               |                      |                | 42e              | 35e             | 20e                  | 18e         | 4e             | ↑              |  | 110e         |  | 21e (UWT)         |
| 2018 |                 |               |                      |                | 6e               | 16e             | 5e                   | 7e          | ↑              |                |  | 68e          |  | 18e (UWT)         |
| 2019 |                 |               | 34e                  |                | opgave           | 11e             | 29e                  | 17e         | ↑              | 10e            |  | 35e          |  | 17e (UWT)         |
| 2020 |                 |               | opgave               |                |                  | 33e             | buit.tijd            | 21e         | 49e            |                |  | 39e          |  |                   |
| 2021 | 78e             |               | 25e                  |                | 29e              | 24e             | 82e                  | 36e         |                | 13e            |  |              |  |                   |
| 2022 |                 |               | 43e                  |                | 20e              | 86e             | 58e                  | 23e         | 9e             | 8e             |  |              |  |                   |
| 2023 | 67e             | 61e           | opgave               |                |                  |                 |                      |             |                | 13e            |  |              |  |                   |
| 2024 | 56e             |               | 12e                  | 15e            |                  |                 |                      |             | ↑              | 13e            |  | opgave       |  |                   |
| 2025 | 106e            | 37e           | opgave               | opgave         | opgave           |                 |                      |             |                | ↑              |  |              |  |                   |

### Resultaten in kleinere rondes
| Jaar | Tour Down Under | Parijs-Nice | Tirreno-Adriatico | Ronde van Catalonië | Ronde van het Baskenland | Critérium du Dauphiné | Ronde van Zwitserland | Ronde van Polen | Renewi Tour | Ronde van Guangxi |
| ---- | --------------- | ----------- | ----------------- | ------------------- | ------------------------ | --------------------- | --------------------- | --------------- | ----------- | ----------------- |
| 2013 | 69e             |             |                   | 86e                 |                          | 34e                   |                       |                 | 31e         |                   |
| 2014 |                 | opgave      |                   |                     | 80e                      |                       |                       |                 | ↑ (1)       |                   |
| 2015 |                 | 10e         |                   |                     | opgave                   | opgave                |                       |                 | ↑ (1)       |                   |
| 2016 |                 | 14e (1)     |                   |                     | opgave                   |                       | opgave                | ↑ (1)           | opgave      |                   |
| 2017 |                 |             | opgave            |                     | opgave                   |                       | 78e                   |                 | ↑ (1)       | ↑ (1)             |
| 2018 |                 | 5e          |                   |                     |                          |                       | opgave                |                 | ↑           |                   |
| 2019 |                 |             | 18e               |                     |                          |                       |                       |                 | ↑ (1)       |                   |
| 2020 |                 |             |                   |                     |                          |                       |                       | 12e             |             |                   |
| 2021 |                 |             | 7e                |                     |                          | 92e                   |                       | 6e              | 4e          |                   |
| 2022 |                 |             | opgave            |                     |                          |                       |                       |                 |             |                   |
| 2023 |                 | 79e         |                   |                     |                          |                       |                       |                 | ↑ (0)       |                   |
| 2024 |                 |             |                   |                     |                          | 45e                   |                       | 25e (1)         | ↑ (0)       | 7e                |
| 2025 |                 |             |                   |                     |                          |                       |                       |                 |             |                   |

(*) tussen haakjes aantal individuele etappe-overwinningen

## Ploegen

### Opleiding
- 2009 –  Avia Cycling Team
- 2010 –  Davo–Lotto
- 2011 –  Omega Pharma–Lotto Davo
- 2012 –  Lotto-Belisol U23 (t.e.m. 30-6)

### Professioneel
- 2012 –  Lotto-Belisol (vanaf 1-7)
- 2013 –  Lotto-Belisol
- 2014 –  Lotto-Belisol
- 2015 –  Lotto Soudal
- 2016 –  Lotto Soudal
- 2017 –  Lotto Soudal
- 2018 –  Lotto Soudal
- 2019 –  Lotto Soudal
- 2020 –  Lotto Soudal
- 2021 –  Lotto Soudal
- 2022 −  Lotto Soudal
- 2023 –  UAE Team Emirates
- 2024 –  UAE Team Emirates
- 2025 –  UAE Team Emirates

Bak · Bille · Bulgaç · Cordeel · De Clercq · De Greef · Debusschere · Dehaes · Dockx · Greipel · Hansen · Henderson · Kaisen · Meersman · Neyens · Reynés · Robert · Roelandts · Sieberg · Sohrabi · Van der Sande · Van De Walle · D. Vanendert · J. Vanendert · van Leijen · Vangenechten · Wellens · Van den Broeck · Willems · Sprengers (stagiair) · Wippert (stagiair) 
Bak · Bellemakers · Bille · Bulgaç · Cordeel · De Clercq · De Greef · Debusschere · Dehaes · Dockx · Greipel · Hansen · Henderson · Kaisen · Meersman · Neyens · Reynés · Robert · Roelandts · Sieberg · Van der Sande · Van De Walle · D. Vanendert · J. Vanendert · van Leijen · Vangenechten · Wellens · Van den Broeck · Willems · Broeckx (stagiair) · Carolus (stagiair) 
Armée · Bak · Boeckmans · Breen · Broeckx · De Bie · Debusschere · De Clercq · Dehaes · Dockx · Gallopin · Greipel · Hansen · Henderson · Kaisen · Ligthart · Monfort · Roelandts · Sieberg · Vallée · Van den Broeck · Van der Sande · D. Vanendert · J. Vanendert · Van Genechten · Vervaeke · Wellens · Willems · Benoot (stagiair) · Meurisse (stagiair) · Naesen (stagiair)
Armée · Bak · Benoot · Boeckmans · Breen · Broeckx · De Buyst · De Bie · Debusschere · De Clercq · De Gendt · Dehaes · Dockx · Gallopin · Greipel · Hansen · Henderson · Ligthart · Monfort · Roelandts · Sieberg · Vallée · Van den Broeck · Van der Sande · D.Vanendert · J.Vanendert · Vervaeke · Wellens · Frison (stagiair) · Van Gestel (stagiair) · Van Rooy (stagiair)
Armée · Bak · Benoot · Boeckmans · Broeckx · De Buyst · De Bie · De Clercq · De Gendt · Debusschere · Dockx · Frison · Gallopin · Greipel · Hansen · Henderson · Ligthart · Marczyński · Monfort · Roelandts · Sieberg · Valls · Van der Sande · Vanendert · Vervaeke · Wallays · Wellens · Deltombe (stagiair) · Goolaerts (stagiair) · Shaw (stagiair)
Armée · Bak · Benoot · Boeckmans · De Bie · De Buyst · De Clercq · De Gendt · Debusschere · Frison · Gallopin · Greipel · Hansen · Hofland · Maes · Marczyński · Mertz · Monfort · Roelandts · Shaw · Sieberg · Valls · Van der Sande · Vanendert · Vervaeke · Wallays · Wellens · Wouters · Leysen (stagiair) · Planckaert (stagiair) · Van Gompel (stagiair)
Armée · Bak · Benoot · Campenaerts     · De Buyst · De Gendt · Debusschere · Frison · Greipel · Hansen · Hofland · Keukeleire · Lambrecht · Maes · Marczyński · Mertz · Monfort · Naesen · Shaw · Sieberg · Van der Sande · Vanendert · Wallays · Wellens · Wouters
Armée · Benoot · Blythe · Campenaerts   · De Buyst · De Gendt · Dewulf · Ewan · Frison · Hagen · Hansen · Iversen · Keukeleire · Kluge · Lambrecht · Maes · Marczyński · Mertz · Monfort · Naesen · Thijssen · Van der Sande · van Goethem · Van Moer · Vanendert · Vanhoucke · Wallays · Wellens · Wouters
Armée · Cras · De Buyst · De Gendt · Degenkolb · Dewulf · Dibben · Ewan · Frison · Gilbert · Goossens · Hagen · Hansen · Holmes · Iversen · Kluge · Maes · Marczyński · Mertz · Oldani · Thijssen · Van der Sande · Van Goethem · Van Moer · Vanhoucke · Vermeersch (vanaf 1 juni) · Wallays · Wellens
Conca · Cras · De Buyst · De Gendt · Degenkolb · Ewan · Frison · Gilbert · Goossens · Grignard · Holmes · Kluge · Kron · Małecki · Marczyński · Moniquet · Oldani · Sweeny · Thijssen · Van der Sande · Van Gils · Van Moer · Vanhoucke · Vermeersch · Verschaeve · Vervloesem · Wellens
Barbero (vanaf 1/5) · Beullens · Campenaerts · Conca · Cras · De Buyst · De Gendt · De Lie · Drizners · Ewan · Frison · Gilbert · Grignard · Holmes · Janse van Rensburg (vanaf 1/5) · Kluge · Kron · Małecki · Moniquet · Schwarzmann · Selig · Sweeny · Van Gils · Van Moer · Vanhoucke · Vermeersch · Verschaeve · Vervloesem · Wellens
Ackermann · Almeida · Ayuso · Bax · Bennett · Bjerg · Christen (vanaf 1/8) · Covi · Fisher-Black · Formolo · Gibbons · Groß · Großschartner · Hirschi · Hodeg · Laengen · Majka · McNulty · Molano · Novak · I. Oliveira · R. Oliveira · Pogačar · Polanc (tot 15/5) ·  Soler · Trentin · Ulissi · Vine · Vink · Wellens · Yates · Glivar (stagiair)
Almeida · Arrieta · Ayuso · Baroncini · Bax · Bjerg · Christen · Covi · del Toro · Fisher-Black · Großschartner · Hirschi · Hodeg · Laengen · Majka · McNulty · Molano · Morgado · Novak · I. Oliveira · R. Oliveira · Pogačar · Politt · Sivakov · Soler · Ulissi · Vine · Vink · Wellens · Yates